# HD 32309
HD 32309，又名BD-20 990，SAO 169981、HR 1621，是一颗恒星，视星等为4.91，位于銀經220.27，銀緯-32.85，其B1900.0坐标为赤經4h 57m 5.2s，赤緯-20° -32.85′ 51″。